# Аляпі венесуельський
Аля́пі венесуельський (Myrmelastes caurensis) — вид горобцеподібних птахів родини сорокушових (Thamnophilidae). Мешкає на Гвіанському нагір'ї.

## Підвиди
Виділяють два підвиди:
- M. c. caurensis (Hellmayr, 1906) — тепуї на півдні Венесуели (західний Болівар, північний Амасонас);
- M. c. australis (Zimmer, JT & Phelps, 1947) — тепуї на півдні Венесуели (південь Амасонасу) та в сусідніх районах північної Бразилії.

## Поширення і екологія
Венесуельські аляпі мешкають на півдні Венесуели та в сусідніх районах північної Бразилії. Вони живуть в підліску вологих гірських і рівнинних тропічних лісів. Зустрічаються переважно на висоті від 300 до 1300 м над рівнем моря, місцями на висоті до 1500 м над рівнем моря.